# كيث بروكنر
كيث بروكنر (بالإنجليزية: Keith Brueckner)‏ (و. 1924 – 2014 م) هو فيزيائي، وأستاذ جامعي من الولايات المتحدة الأمريكية . ولد في مينيابوليس (مينيسوتا) .
وكان عضواً في الأكاديمية الوطنية للعلوم، والأكاديمية الأمريكية للفنون والعلوم .

## التعليم
تعلم في جامعة مينيسوتا

## مناصب وهيئات
أدار جامعة إنديانا، وجامعة بنسلفانيا، وجامعة كاليفورنيا (سان دييغو).

## جوائز
حصل على جوائز منها:
- جائزة داني هينمان للفيزياء الرياضية (1963).